# SE Palmeiras
A Sociedade Esportiva Palmeiras Brazília egyik legsikeresebb labdarúgócsapata, melyet São Paulóban 1914-ben hoztak létre. Közel 17 millió szurkolójával együtt, a világ labdarúgására is tekintélyes hatással van. Részt vesz a Paulista bajnokság, és a Brasileirão küzdelmeiben.

## Története

Az 1915-ös első címer

1914. augusztus 26-án alapította a csapatot négy olasz fiatalember (Luigi Cervo, Vicenzo Ragognetti, Luigi Emanuele Marzo és Ezequiel Simone) Palestra Italia néven.
Első mérkőzésüket 2–0-ra nyerték a Savoy ellen, Votorantimban, Bianco és Alegretti találataival.
1916-ban, a csapat csatlakozott São Paulo állami bajnokságához. A következő évben második helyen végeztek a Corinthians mögött. 1920-ban sikerült az élen végezniük, és a nagy beruházások időszaka is megkezdődött. Az Estádio Palestra Itália stadion megvásárlása után, belefogtak a felújítási munkálatokba. 1933-ra az első brazil stadion lett, amely lelátóval és kerítéssel rendelkezett.

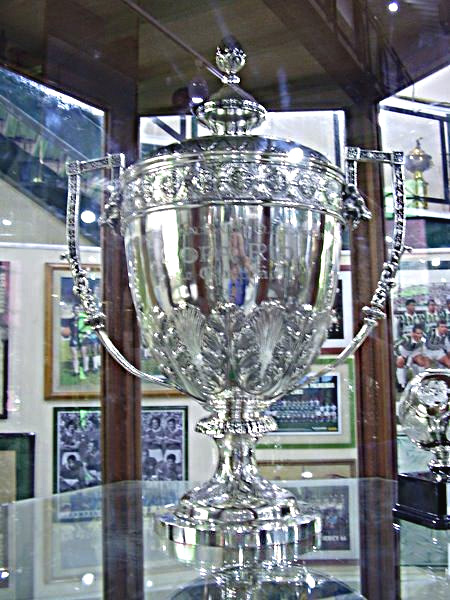
1951-A Copa Rio Trófea

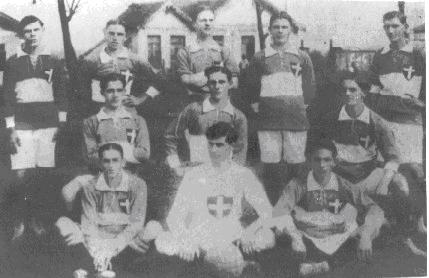
Palestra Italia 1916-ból

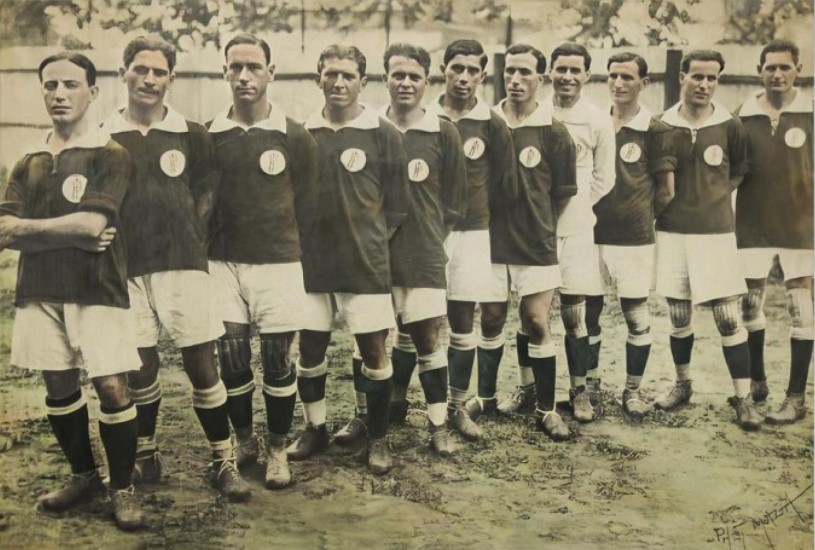
Palestra Italia az 1920-as Paulista-bajnok

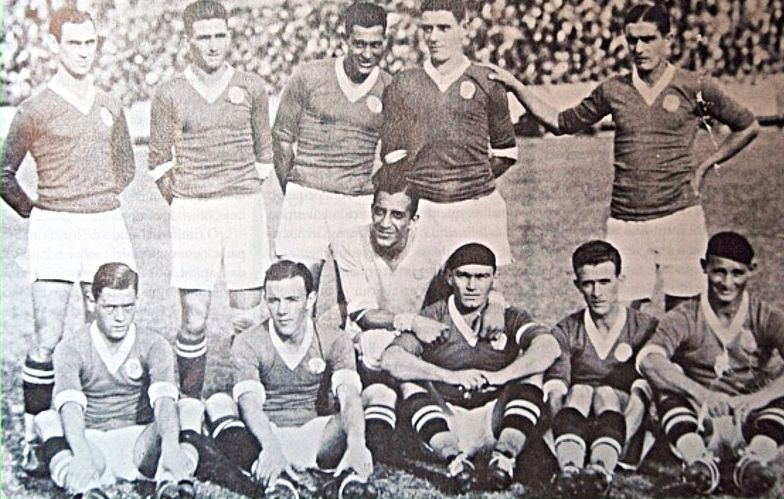
Az 1933-as Állami-bajnok Palestra Italia

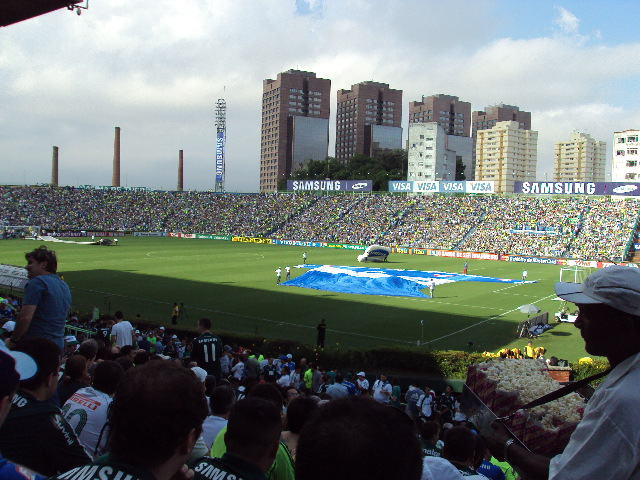
Estádio Palestra Itália in 2009

Eredeti mezük (zöld-fehér-piros) az olasz nemzeti színekre alapult, azonban a II. világháborúban Brazília a Szövetségesek oldalán lépett be, így az olasz érdekeltségű egyesületeknek nevet és mezt kellett változtatnia. A szerelésből elhagyták a piros színt, a csapat pedig 1942. szeptember 20-tól Palmeiras néven folytatta szereplését.
1951. június 30-án Jules Rimet a FIFA elnöke tervei alapján megrendezték az első Labdarúgó klub világbajnokságot, melynek helyszínéül Rio de Janeiro és São Paulo szolgált.
A Copa Rio-n nyolc csapat indult. Vasco da Gama (Brazília), Austria Wien (Ausztria), Nacional (Uruguay) és Sporting Lisszabon (Portugália), Rioban, míg a Palmeiras (Brazília), Juventus (Olaszország), Crvena Zvezda (Jugoszlávia) és Olympique Marseille (Franciaország) São Paulóban játszották le a csoport mérkőzéseiket. A döntőben a Juventus ellenében a Palmeiras bizonyult jobbnak, így megnyerték az első klubvilágbajnokságot. (A FIFA a mai napig nem könyveli el ezt a tornát klubvilágbajnokságként.)

## Sikerlista

### Hazai
- 10-szeres bajnok: 1960, 1967, 1967, 1969, 1972, 1973, 1993, 1994, 2016, 2018
- 3-szoros kupagyőztes:  1998, 2012, 2015
- 1-szeres Bajnokok-kupája győztes:  2000

### Állami
- 24-szeres Paulista bajnok: 1920, 1926, 1927, 1932, 1933, 1934, 1936, 1940, 1942, 1944, 1947, 1950, 1959, 1963, 1966, 1972, 1974, 1976, 1993, 1994, 1996, 2008

### Nemzetközi
- 3-szoros Libertadores-kupa győztes: 1999, 2020,[2] 2021[3]
- 1-szeres Mercosur-kupa győztes: 1990, 1995
- 1-szeres Copa Rio győztes: 1951

### Egyéb címek
- 3-szoros Ramón de Carranza-kupa győztes: 1969, 1974, 1975

## Játékoskeret
| #  |          | Poszt | Név               |
| -- | -------- | ----- | ----------------- |
| 1  | Brazil   | K     | Vinícius          |
| 2  | Brazil   | V     | Marcos Rocha      |
| 4  | Chile    | V     | Benjamín Kuscevic |
| 6  | Brazil   | V     | Jorge             |
| 7  | Brazil   | CS    | Dudu              |
| 8  | Brazil   | KP    | Zé Rafael         |
| 9  | Uruguay  | CS    | Miguel Merentiel  |
| 10 | Brazil   | CS    | Rony              |
| 11 | Brazil   | CS    | Wesley            |
| 12 | Brazil   | V     | Mayke             |
| 13 | Brazil   | V     | Luan              |
| 15 | Paraguay | V     | Gustavo Gómez ()  |
| 16 | Brazil   | CS    | Endrick           |
| 18 | ARG      | CS    | José Manuel López |

| #  |          | Poszt | Név              |
| -- | -------- | ----- | ---------------- |
| 19 | Brazil   | KP    | Breno Lopes      |
| 20 | Kolumbia | KP    | Eduard Atuesta   |
| 21 | Brazil   | K     | Weverton         |
| 22 | Uruguay  | V     | Joaquín Piquerez |
| 23 | Brazil   | KP    | Raphael Veiga    |
| 25 | Brazil   | V     | Gabriel Menino   |
| 26 | Brazil   | V     | Murilo           |
| 27 | Brazil   | KP    | Bruno Tabata     |
| 28 | Brazil   | KP    | Danilo           |
| 29 | Brazil   | CS    | Rafael Navarro   |
| 30 | Brazil   | KP    | Jailson          |
| 36 | Brazil   | KP    | Vanderlan        |
| 42 | Brazil   | K     | Marcelo Lomba    |

## A klub híres játékosai

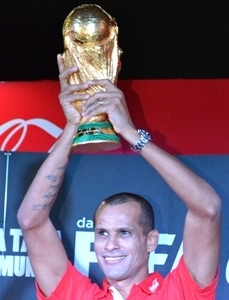
Rivaldo a Palmeirasból indult a világhír felé (a képen a 2002-es világbajnoki trófeával).

| - Echevarrieta - Alfredo González - Luis Artime - Luiz Villa - Norberto Madurga - Ademar Pantera - Ademir da Guia - Aldemar - Alex - Alfredo Mostarda - Amaral - Américo Murolo - Amílcar Barbuy - Antônio Carlos - Aquiles - Avelino - Aymoré Moreira - Baldocchi - Begliomini - Bianco Spartaco - Caetano Izzo - Cafu - Caieira - Canhotinho - Carnera - César Maluco - César Sampaio - Chinesinho - Cléber - Del Nero | - Dema - Djalma Dias - Djalma Santos - Djalminha - Dudu - Dula - Edmundo - Edu Bala - Edu Manga - Euller - Eurico - Émerson Leão - Evair - Fábio Crippa - Fedato - Ferrari - Flávio Conceição - Galeano - Geraldo Scotto - Gildo - Goliardo - Heitor - Humberto Tozzi - Jair Rosa Pinto - Jorge Mendonça - Jorginho - Julinho Botelho - Júnior - Júnior Baiano - Junqueira | - Jurandyr - Juvenal Amarijo - Lara - Leivinha - Lima - Liminha - Loschiavo - Luís "Gino" Imparato - Luis Pereira - Luisinho - Marcos - Mazinho - Minuca - Mirandinha - Nascimento - Nei - Oberdan Cattani - Og Moreira - Oséas - Paulo Nunes - Picagli - Picasso - Rinaldo - Rivaldo - Roberto Carlos - Rodrigues Tatu - Romeiro - Romeu Pellicciari - Ronaldo Drummond - Roque Júnior | - Rosemiro - Salvador - Serafini - Sérgio - Servílio - Tonhão - Toninho Quintino - Túlio - Tunga - Tupãzinho - Vágner Bacharel - Valdemar Carabina - Valdir de Moraes - Vavá - Velloso - Waldemar Fiúme - Zeca - Zequinha - Zezé Procópio - Zinho - Ponce de León - Gabardo - José Altafini - Ministrinho - Freddy Rincón - Giovanni del Ministro - Primo Zanotta - Francisco Arce - Alberto Gallardo - Segundo Villadóniga |